# Josef Fergg
Eduard Josef Fergg (* 9. August 1887 in Munningen; † unbekannt) war ein deutscher Jurist, Landrat und Ministerialrat.

## Leben und Wirken
Nach dem Besuch der Volksschule in Munningen wechselte Fergg an das Progymnasium nach Oettingen und 1903 an das Humanistische Gymnasium nach Neuburg an der Donau. Danach studierte er von 1906 bis 1910 Rechtswissenschaften an den Universitäten München und Erlangen. Seit dem Studium war er Mitglied der Studentenverbindung Akademischer Gesangverein München im SV. Im Anschluss daran nahm er einen Vorbereitungsdienst bei dem Amtsgericht Oettingen auf, wechselte dann an das Landgericht München, an das Bezirksamt Nördlingen und arbeitete dann bei einem Rechtsanwalt in München. Im Dezember 1913 legte er die juristische große Staatsprüfung ab. Am 1. Mai 1914 wurde er geprüfter Rechtspraktikant bei der Regierung der Oberpfalz. 1916 wurde er zum Regierungsakzessist, 1918 zum Bezirksamtsassessor und 1922 zum Bezirksamtmann beim Bezirksamt München ernannt.
1927 wurde er Regierungsrat und 1933 Bezirksoberamtmann. 1928 gab er Das bayerische Wassergesetz mit einem Anhang, enth. d. Vollzugsvorschriften, d. Text d. Zwangsenteignungsgesetzes und sonstigen in der Wasserrecht einschlägige Bestimmungen als Handausgabe mit heraus.
Mit Wirkung vom 1. November 1933 wurde er als Bezirksamtsvorstand in Tölz eingesetzt und zum 1. Januar 1939 automatisch Landrat im Landkreis Bad Tölz. Nach der Lockerung der Mitglieder-Aufnahmesperre der NSDAP beantragte Fergg am 20. Oktober 1937 die Aufnahme in die Partei und wurde rückwirkend zum 1. Mai desselben Jahres aufgenommen (Mitgliedsnummer 5.013.165). Er blieb bis Mai 1945 im Amt und wurde danach im Internierungslager Moosburg inhaftiert.
Nach der 1947 erfolgten Einstufung als Entlasteter im Spruchkammerverfahren trat er wieder in den Staatsdienst in Bayern ein und wurde 1949 zum Ministerialrat ernannt. Mit Erreichen des 65. Lebensjahres 1952 ging er in den Ruhestand.